# 泉州公交K501路
泉州公交K501路是中华人民共和国泉州市境内的一条公共交通线路，原名5路及8路，全程30.3公里。起讫点为文化宫至福厦高铁泉州东站，运营时间为文化宫：6:00-22:20；福厦高铁泉州东站：6:15-23:10。

## 历史
- 1965年5月，泉州市公交公司（公交集团前身）开通南门-后渚线。初期从南门发车，至天后路转入义全街，再至泉秀路口折东通达后渚。初期线路长度13公里，每日8班。
- 1979年，后渚线改由文化宫站发车，并改名为后渚专线。
- 1992年初，原后渚专线编为5路，同年车辆更换为小公共汽车
- 1996年1月2日，因客源纠纷，5路于疏港路、泉秀街遭遇来自东海镇的30部后三轮经营者围堵，当日5路全线运营中断。[1]
- 2001年8月20日，5路接收并更换自18（现K306路）退下的10部华夏AC6700DQ型无空调汽油城市客车。运营时间变更为6:15-17:25[2]
- 2005年3月16日，5路车队因后渚路段的停靠站点问题与莲垵村民发生冲突。部分莲垵村民强行拦下5路及8路车队所有车辆，造成当日5路自13时起至末班运营中断[3]
- 2006年4月16日，5路启用无人售票制度，票价调整为分段计价¥2.0/人。运营时间调整为6:08-18:23冬/18:48夏[4]
- 2007年12月10日，因泉州大桥北桥头实行单向循环。5路双向改为经由津淮街、田安南路后至泉秀街原线行驶[5]
- 2008年12月30日，因46路（现K204路）开通及文化宫始末站车位资源紧张，5路自该日起取消途径文化宫，改为经南俊路、东街、中山北路延伸至泉山门停车场始发终到[6]
- 2009年1月1日，5路更换为10部大金龙XMQ6762NEG3型柴油空调客车
- 2010年4月24日，5路撤出后渚，改为经由通港西街-丰海路至海星小区始发终到[7]
- 2010年10月16日，5路更换为9部福达FZ6890UF3G3型柴油空调客车[8]
- 2010年12月，5路增加5部FZ6890UF3G3，配车数达到14部
- 2011年6月，因5路延伸至台商投资区后造成渚莲垵附近群众出行不便，自该日起泉州公交开通5路复线。从泉山门出发，经由通港西街-丰海路至海星小区始发终到[9]，并从5路本线抽调5部运营车辆加入5路复线
- 2012年3月，因部分外地籍驾驶员未提交辞职申请跳槽至其它城市公交系统，造成当月5路发班密度下降至半小时以上一班
- 2012年7月8日，因泉州大桥北桥头取消单向循环。5路往海星小区方向取消途径温陵南路、宝洲街、田安南路。改为直行泉秀街行驶[10]
- 2012年8月，因14路延伸，为避免运能重复，泉州公交取消5路复线[11]，并从5路复线抽调2部车加入14路，3部归还5路
- 2012年10月，5路取消途径海星小区及北山路、双垵街，并沿通港东街、后渚大桥、沿海大通道、通港路、杏秀路延伸至群青村委会
- 2013年8月30日，因里春村口路段道路封闭施工，5路取消停靠白沙桥头、五一工业区、百崎村委会、里春村口等站点[12]
- 2013年12月1日，里春村路面整修完成，5路恢复停靠白沙桥头、五一工业区、百崎村委会、里春村口等站点
- 2014年11月，5路增加自18（现K306路）退下的3部FZ6890UF3G3，配车数达到15部
- 2015年1月28日，应泉州市交通委关于《环泉州湾公交发展规划》的要求，泉州公交将5路更名为K501路[13]
- 2015年4月7日，K501路开通夜班服务。运营时间变更为泉山门停车场：6:37-22:00、群青村委会：6:50-21:45。[14]并增加自14路退下的2部FZ6890UF3G3，配车数达到17部
- 2016年1月28日，因K503路停运对K501路造成的客流影响，K501路接手并投入自K1路划拨而来的3部福达FZ6106UF63型柴油空调客车进行运营。
- 2016年2月27日，自该日起，每逢周末及法定节假日，K501路均延伸至海丝艺术公园始发终到，而工作日不延伸[15]
- 2016年6月，为给K503路增加运能，泉州公交划拨K501路5部福达FZ6890UF3G3至703路、K503路。同时，K501更换自60路划拨而来的1部亚星JS6906GHA型柴油空调公交车
- 2016年7月，因K508路开通后已满足海丝艺术公园出行需要，K501路自该月起，取消周末延伸至海丝艺术公园。
- 2016年12月，K501路接手并更换自8路退下的2部福达FZ6890UF3G3，并归还60路1部亚星JS6906GHA
- 2017年6月20日，台商公交中心枢纽站正式启用。K501路取消途径群青村委，改为至台商公交中心枢纽站始发终到。[16]
- 2017年7月1日，因爱国路道路拓改的需要，K501路取消途径泉山门停车场，改为途径北门街、城北路、新华北路至开元盛世广场始发终到。[17]
- 2017年9月26日，因泉州古城提升改造及城市双修的要求，K501路自该日起，取消途径开元盛世广场、城北路、北门街、中山北路、东街、南俊路、百源路、涂门街、温陵南路。改为途径义全街、天后路至旧车站始发终到。[18]
- 2017年12月，K501路接手并增加自30路退下的2部福达FZ6106UF63
- 2018年1月25日，K501路取消途径旧车站、幸福街口，改为至泉州汽车站始发终到[19]。并更换为25部金旅XML6855JEVW0C型空调电动巴士
- 2018年5月，因K501路缺驾，且为避免与K503路运能重复，K501路退下11部XML6855JEVW0C至1路更新车辆，配车数降至14部
- 2018年6月12日，K501路停止运行，原有路段及站点由已调整的K503路覆盖[20][21]。并退下14部XML6855JEVW0C开通K8路
- 2024年3月30日，原8路更名为K501路。运营区间调整为文化宫-福厦高铁泉州东站。取消途径滨海公园大兴街、大兴街口、滨海公园府西路、滨海公园泉海路、滨海公园滨海街、滨海街口、东宏路首末站。改为途径后渚大桥、东西大道、滨湖东路、东纬一路至福厦高铁泉州东站始发终到。里程数由23.5公里增加至30.3公里，票价由一票制¥1.0调整为分段计价¥3.0，其它不变。[22]
- 2024年7月5日，因新门-涂门街污水干管建设工程施工。K501路自该日双向临时取消途径百源路、涂门街、民权路、天后路、义全街。改为途径九一街、温陵北路至温陵路南段站后原线行驶，并双向增停九一街、温陵路中段、海关大楼等站，其它不变。[23]
- 2024年9月30日，泉州市发改委批复K501路新票价规则。[24]
- 2024年11月1日，因优化调整。K501路自该日起正式取消途径民权路、天后路、义全街。改为途径温陵南路至温陵路南段后原线行驶。并同时取消途径格联通街、东滨路，改为途径东海大街，其它不变。[25]并增加10部自旅游3（原30路）退下的XML6855JEVW0C，配车数达到26部。
- 2025年1月6日，K501路恢复途径百源路、涂门街。取消途径九一街、温陵北路。[26]
- 2025年3月3日，K501路增停东纬一路西段站。[27]
- 2025年3月6日，因14路车辆更换需要，东海公司划拨K501路4部XML6855JEVW0C至14路，配车数由26部降为22部。
- 2025年5月16日，因原配XML6855JEVW0C动力电池续航衰减严重，为保障正常运营。K501路接手并更换自6路、K1路、K8路等置换而来的22部福田BJ6851EVCA-30型空调电动巴士，配车数降为21部，原配22部XML6855JEVW0C互换至上述线路。

## 站点
| 路线 | 路线 | 路线 | 所在地区、街道 | 所在地区、街道     | 站点名             | 备注                        |
| ---- | ---- | ---- | -------------- | ------------------ | ------------------ | --------------------------- |
|      |      |      | 鲤城区         | 九一街             | 文化宫             | 起讫站                      |
|      |      |      | 鲤城区         | 百源路             | 百源路             |                             |
|      |      |      | 鲤城区         | 涂门街             | 关帝庙             | 清净寺                      |
|      |      |      | 鲤城区         | 温陵南路           | 海关大楼           |                             |
|      |      |      | 丰泽区         | 温陵南路           | 温陵路南段         | 原名 中医院、泉州汽车站西门 |
|      |      |      | 丰泽区         | 宝洲街             | 宝洲街西段         | 原名 宏昌宾馆               |
|      |      |      | 丰泽区         | 宝洲街             | 东南医院           |                             |
|      |      |      | 丰泽区         | 宝洲街             | 浦西村口           |                             |
|      |      |      | 丰泽区         | 宝洲街             | 宝洲街中段         |                             |
|      |      |      | 丰泽区         | 刺桐南路           | 丰泽交警大队（↓）  | 正骨医院（↑）               |
|      |      |      | 丰泽区         | 刺桐南路           | 刺桐南路中段（↓）  | 泉州电信公司（↑）           |
|      |      |      | 丰泽区         | 泉秀街             | 客运中心站南门     | 原名 沉洲路口               |
|      |      |      | 丰泽区         | 泉秀街             | 金帝花园           | 原名 成洲工业区             |
|      |      |      | 丰泽区         | 通港西街           | 现代广场           | 原名 坂头                   |
|      |      |      | 丰泽区         | 通港西街           | 真武庙             | 原名 东海街道办事处         |
|      |      |      | 丰泽区         | 通港西街           | 黎明大学           |                             |
|      |      |      | 丰泽区         | 通港西街           | 宝珊花园           |                             |
|      |      |      | 丰泽区         | 通港西街           | 法坊路口           | 原名 筑路机厂               |
|      |      |      | 丰泽区         | 通港西街           | 霞露口             |                             |
|      |      |      | 丰泽区         | 东海大街           | 东海滨城           |                             |
|      |      |      | 丰泽区         | 东海大街           | 医大二院东海院区   | 原名 东海大街西段           |
|      |      |      | 丰泽区         | 东海大街           | 东海大街中段       |                             |
|      |      |      | 丰泽区         | 东海大街           | 东海大街东段       |                             |
|      |      |      | 丰泽区         | 东海大街           | 泉州师院           |                             |
|      |      |      | 丰泽区         | 滨海街             | 东海大街口         | 原名 滨海街西二段           |
|      |      |      | 丰泽区         | 府西路             | 府西路             |                             |
|      |      |      | 丰泽区         | 海星街             | 泉州行政中心       |                             |
|      |      |      | 丰泽区         | 海星街             | 晋光小学东海校区   | 原名 海星街东段             |
|      |      |      | 丰泽区         | 丰海路             | 海星小区           |                             |
|      |      |      | 丰泽区         | 丰海路             | 泉州海警局         | 分段点 原名 海警二支队      |
|      |      |      | 台投区         | 东西大道           | 上埔村             |                             |
|      |      |      | 台投区         | 东西大道           | 中科院装备所       |                             |
|      |      |      | 台投区         | 东西大道           | 海丝生态公园东一区 | 原名 西堡村                 |
|      |      |      | 台投区         | 东西大道           | 东堡村             |                             |
|      |      |      | 台投区         | 东西大道           | 滨湖东路路口       |                             |
|      |      |      | 台投区         | 滨湖东路           | 东纬三路路口       | 分段点                      |
|      |      |      | 台投区         | 滨湖东路           | 东纬二路路口       |                             |
|      |      |      | 台投区         | 凤仑街 原 东纬一路 | 东纬一路西段       |                             |
|      |      |      | 台投区         | 凤仑街 原 东纬一路 | 玉坂村口           |                             |
|      |      |      | 台投区         | 凤仑街 原 东纬一路 | 东纬一路中段       |                             |
|      |      |      | 台投区         | 凤仑街 原 东纬一路 | 福厦高铁泉州东站   | 起讫站                      |

## 票价
K501路为分段计价，全程¥3.0。其中：
- 文化宫至泉州海警局：1元/人
- 泉州海警局至东纬三路路口：1元/人
- 东纬三路路口至福厦高铁泉州东站：1元/人
- 泉通卡普通卡9折，月票卡优惠无效，敬老卡、爱心卡有效
- 可使用泉城通APP及支付宝、云闪付、微信乘车码支付

## 配车
K501路配车总计22部，其中：
- 福田BJ6851EVCA-30  22部

- 华夏AC6700DQ
（2001.8 - 2008.12）
- 大金龙XMQ6762NEG3
（2009.1 - 2010.10）
- 福达FZ6890UF3G3
（2010.10 - 2018.1）
- 福达FZ6106UF63
（2016.1 - 2018.1）
- 亚星JS6906GHA
（2016.6 - 2016.12）
- 金旅XML6855JEVW0C
（2018.1 - 2018.6 / 2024.3 - 2025.5）
- 福田BJ6851EVCA-30
（2025.5 - ）
- 福达FZ6890UF3G3
（2011.6 - 2012.8，5路复线）

## 相关
- 泉州公交线路列表
- 泉州公交K503路
- 泉州公交8路